# 73059 Каунас
73059 Каунас (73059 Kaunas) — астероїд головного поясу, відкритий 16 березня 2002 року.
Тіссеранів параметр щодо Юпітера — 3,679.